# Liste der Einträge im National Register of Historic Places im Lavaca County
Die Liste der Registered Historic Places im Lavaca County führt alle Bauwerke und historischen Stätten im texanischen Lavaca County auf, die in das National Register of Historic Places aufgenommen wurden.

## Aktuelle Einträge
| Lfd. Nr. | Name im NRHP                                               | Bild | Datum der Eintragung | Adresse/Lage                                 | Ort           | NRHP-ID  | Beschreibung |
| -------- | ---------------------------------------------------------- | ---- | -------------------- | -------------------------------------------- | ------------- | -------- | ------------ |
| 1        | Ascension of Our Lord Catholic Church                      |      | 21. Juni 1983        | FM 957                                       | Moravia       | 83003148 |              |
| 2        | Baker House                                                |      | 5. Nov. 1998         | 211 Pecan St.                                | Yoakum        | 98001345 |              |
| 3        | Church of the Blessed Virgin Mary, the Queen of Peace      |      | 21. Juni 1983        | FM 340                                       | Sweet Home    | 83003149 |              |
| 4        | Church of the Immaculate Conception of Blessed Virgin Mary |      | 21. Juni 1983        | FM 2672                                      | St. Mary’s    | 83003150 |              |
| 5        | Lavaca County Courthouse                                   |      | 11. März 1971        | Bounded by LaGrange, 2nd, 3rd, and Main Sts. | Hallettsville | 71000945 |              |
| 6        | Lay-Bozka House                                            |      | 25. Jan. 1971        | 205 Fairwinds                                | Hallettsville | 71000946 |              |
| 7        | Sts. Cyril and Methodius Church                            |      | 21. Juni 1983        | 100 St. Ludmilla St.                         | Shiner        | 83003151 |              |